# Mallorca Open 2018
Mallorca Open 2018 - жіночий тенісний турнір, що проходив на кортах з трав'яним покриттям Santa Ponsa Tennis Club на Майорці (Іспанія). Це був третій за Mallorca Open. Належав до серії International в рамках Туру WTA 2018. Тривав з 18 до 24 червня 2018 року. Татьяна Марія здобула титул в одиночному розряді.

## Очки і призові

### Розподіл очок
| Дисципліна       | П   | Ф   | ПФ  | ЧФ | 1/8 | 1/16 | Q   | Q2  | Q1  |
| Одиночний розряд | 280 | 180 | 110 | 60 | 30  | 1    | 18  | 12  | 1   |
| Парний розряд    | 280 | 180 | 110 | 60 | 1   | Н/Д  | Н/Д | Н/Д | Н/Д |

### Розподіл призових грошей
| Дисципліна       | П       | F       | ПФ     | ЧФ     | 1/8    | 1/16   | Q2   | Q1   |
| Одиночний розряд | €34,677 | €17,258 | €9,274 | €4,980 | €2,742 | €1,694 | €823 | €884 |
| Парний розряд    | €9,919  | €5,161  | €2,770 | €1,468 | €774   | Н/Д    | Н/Д  | Н/Д  |

## Учасниці основної сітки в рамках жіночого турніру

### Сіяні учасниці
| Країна    | Гравчиня             | Рейтинг1 | Сіяна |
| --------- | -------------------- | -------- | ----- |
| Франція   | Каролін Гарсія       | 6        | 1     |
| Німеччина | Анджелік Кербер      | 11       | 2     |
| Латвія    | Анастасія Севастова  | 20       | 3     |
| Естонія   | Анетт Контавейт      | 24       | 4     |
| Іспанія   | Карла Суарес Наварро | 27       | 5     |
| США       | Деніелл Коллінз      | 39       | 6     |
| Чехія     | Луціє Шафарова       | 44       | 7     |
| Білорусь  | Арина Соболенко      | 46       | 8     |

- 1 Рейтинг подано станом на 11 червня 2018.

### Інші учасниці
Нижче наведено учасниць, які отримали вайлд-кард на участь в основній сітці:
- Лара Арруабаррена
- Марта Костюк
- Світлана Кузнецова
- Франческа Ск'явоне

Такі учасниці отримали право на участь в основній сітці завдяки захищеному рейтингові:
- Вікторія Азаренко

Учасниці, що потрапили до основної сітки як особливий виняток:
- Кірстен Фліпкенс

Нижче наведено гравчинь, які пробились в основну сітку через стадію кваліфікації:
- Софія Кенін
- Юганна Ларссон
- Антонія Лоттнер
- Ребекка Петерсон
- Алісон Ріск
- Айла Томлянович

Такі тенісистки потрапили в основну сітку як Щасливі лузери:
- Вікторія Кужмова
- Стефані Фегеле

### Відмовились від участі
До початку турніру
- Кірстен Фліпкенс → її замінила  Вікторія Кужмова
- Александра Крунич → її замінила  Стефані Фегеле
- Моніка Нікулеску → її замінила  Магда Лінетт
- Агнешка Радванська → її замінила  Катерина Козлова
- Ч Шуай → її замінила  Маркета Вондроушова

## Учасниці основної сітки в парному розряді

### Сіяні пари
| Країна    | Гравчиня           | Країна    | Гравчиня                   | Рейтинг1 | Сіяна |
| --------- | ------------------ | --------- | -------------------------- | -------- | ----- |
| Словенія  | Андрея Клепач      | Іспанія   | Марія Хосе Мартінес Санчес | 26       | 1     |
| Україна   | Надія Кіченок      | Австралія | Анастасія Родіонова        | 79       | 2     |
| Австралія | Монік Адамчак      | Чехія     | Рената Ворачова            | 84       | 3     |
| Грузія    | Оксана Калашникова | Японія    | Ніномія Макото             | 85       | 4     |

- 1 Рейтинг подано станом на 11 червня 2018.

### Інші учасниці
Нижче наведено пари, які отримали вайлдкард на участь в основній сітці:
- Сорана Кирстя /  Андреа Петкович
- Луціє Шафарова /  Барбора Штефкова

## Переможниці

### Одиночний розряд
- Татьяна Марія —  Анастасія Севастова, 6–4, 7–5

### Парний розряд
- Андрея Клепач /  Марія Хосе Мартінес Санчес —  Луціє Шафарова /  Барбора Штефкова, 6–1, 3–6, [10–3]